# Anita Protti
Anita Protti, född den 4 augusti 1964 i Lausanne, är en schweizisk före detta friidrottare som tävlade i kortdistanslöpning och i häcklöpning.
Prottis främsta merit är silvermedaljen på 400 meter häck vid EM 1990. Hon var i final vid VM 1991 och slutade då på sjätte plats. Hon deltog vid Olympiska sommarspelen 1988 men blev då utslagen i semifinalen.
Hon hade också framgångar på 400 meter där hon blev bronsmedaljör både vid inomhus-VM 1991 och vid inomhus-EM 1989.

## Personliga rekord
- 400 meter - 51,32 från 1990
- 400 meter häck - 54,25 från 1991